# Céline Nivert
Céline Nivert (* 1. Mai 1981 in Châteauroux) ist eine ehemalige französische Bahnradsportlerin.
1998 errang Céline Nivert bei den UCI-Bahn-Weltmeisterschaften der Junioren die Bronzemedaille im 500-Meter-Zeitfahren. Im Jahr darauf errang sie den Junioren-WM-Titel im Sprint sowie den nationalen Juniorinnen-Titel in derselben Disziplin. Bei den Bahn-Europameisterschaften (U23) 1999 wurde sie Zweite im Sprint und Dritte im Zeitfahren. 2001 wurde sie Europameisterin (U23) sowie französische Meisterin im Sprint. Im Jahr danach wurde sie zweifache französische Meisterin, im Sprint sowie im Zeitfahren. In den folgenden Jahren stand sie noch weitere Male auf dem Podium nationaler und Europameisterschaften. 2005 wurde sie erneut nationale Meisterin im Zeitfahren, anschließend beendete sie ihre sportliche Laufbahn.